# Monica De Coninck

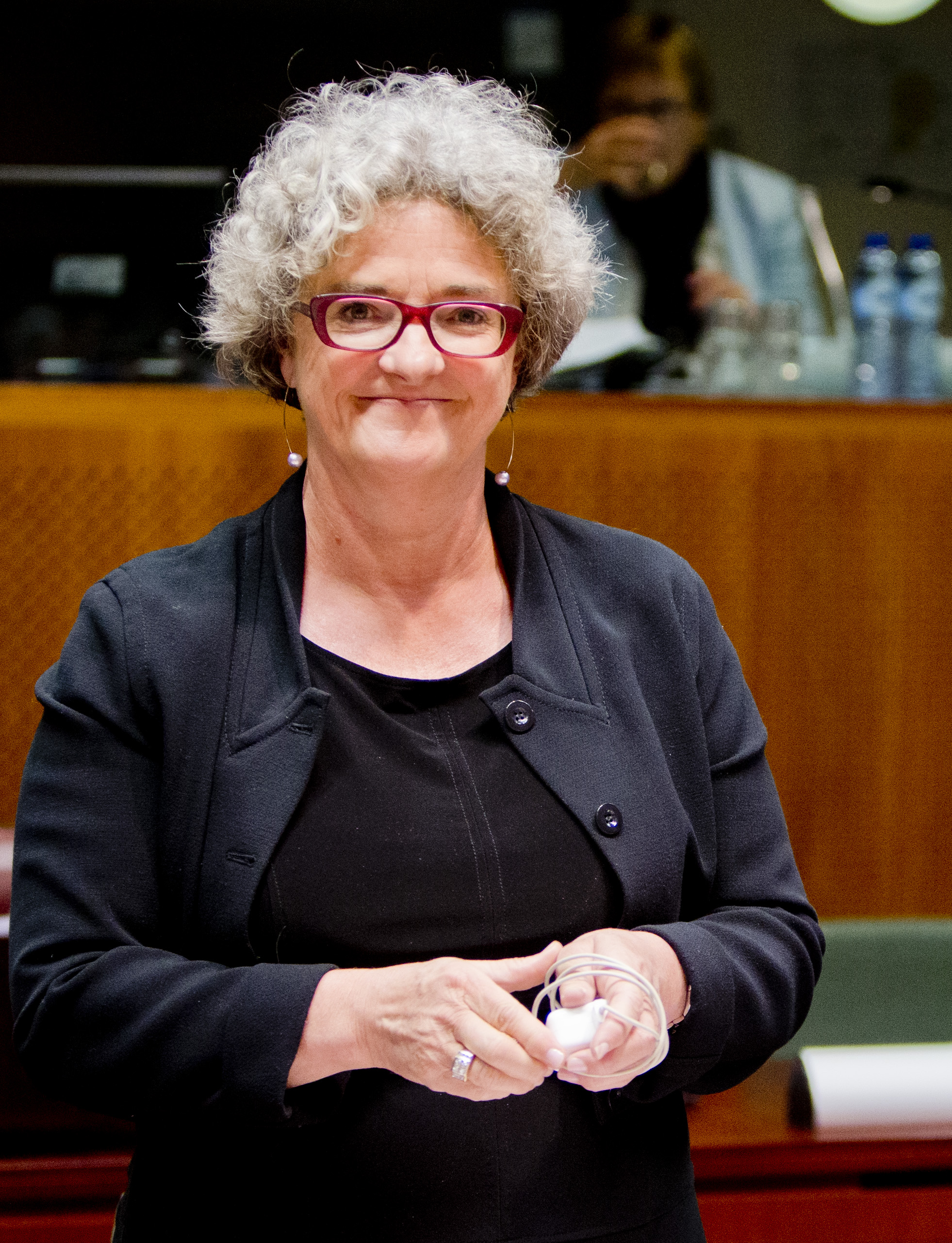
Monica De Coninck (2014)

Monica De Coninck (* 21. März 1956 in Ostende) ist eine belgische Politikerin der Socialistische Partij Anders (sp.a). Sie ist die ehemalige Präsidentin des Öffentlichen Sozialhilfezentrums (ÖSHZ) von Antwerpen. Von 2011 bis 2014 war De Coninck föderale Beschäftigungsministerin in der Regierung Di Rupo.

## Leben
Monica De Coninck studierte Moral und Ethik an der Universität Gent (UGent, 1979) und begann ihre berufliche Karriere zunächst als Morallehrerin an verschiedenen Schulen. Von 1988 bis 1994 arbeitete bei der sozialistischen Jugendorganisation Socialistische Jeugdverbond.
Ihren Einstieg in die Politik machte sie zunächst als Beraterin in verschiedenen Ministerkabinetten: Zunächst im Jahr 1995 bei Leo Peeters (SP), dann bei Charles Picqué (PS). Darüber hinaus wurde sie 1994 in den Antwerpener Provinzialrat gewählt. Im Jahr 2001 wechselte sie in den Gemeinderat von Antwerpen und wurde zur Präsidentin des Öffentlichen Sozialhilfezentrums der Stadt gewählt. Von 2007 an war De Coninck ebenfalls Antwerpens Schöffin für soziale Angelegenheiten.
Den Sprung in die Föderalregierung unter Premier Elio Di Rupo (PS) schaffte Monica De Coninck am 6. Dezember 2011 als Beschäftigungsministerin. Anlässlich der Föderalwahlen vom 25. Mai 2014 wurde sie in die Abgeordnetenkammer gewählt.

## Übersicht der politischen Ämter
- 1994 – 2001: Mitglied des Provinzialrates in Antwerpen
- 2001 – 2006: Mitglied des Rates des Öffentlichen Sozialhilfezentrums (ÖSHZ) in Antwerpen
- 2001 – 2011: Präsidentin des ÖSHZ in Antwerpen
- 2006 – 2007: Mitglied der föderalen Abgeordnetenkammer
- 2007 – heute: Mitglied des Gemeinderats in Antwerpen
- 2007 – 2011: Schöffin für soziale Angelegenheiten in Antwerpen
- 2011 – 2014: Föderale Beschäftigungsministerin in der Regierung Di Rupo
- 2014 – heute: Mitglied der föderalen Abgeordnetenkammer (teilweise verhindert)